# パリ〜ツール2005
パリ〜ツール2005は、パリ〜ツールの99回目のレース。2005年10月9日に行われた。距離254km。
| 順位 | 選手名                   | 国籍             | チーム名                       | 時間          |
| ---- | ------------------------ | ---------------- | ------------------------------ | ------------- |
| 1    | エリック・ツァベル       | ドイツ           | T-モバイル                     | 5時間37分23秒 |
| 2    | ダニエーレ・ベンナーティ | イタリア         | ランプレ・カッフィータ         | 同            |
| 3    | アラン・デイヴィス       | オーストラリア   | リベルティ・セグロス＝ヴュルト | 同            |
| 4    | ロビー・マキュアン       | オーストラリア   | ダヴィタモン・ロット           | 同            |
| 5    | アルベルト・オンガラート | イタリア         | ファッサ・ボルトロ             | 同            |
| 6    | オレリアン・クレルク     | スイス           | フォナック                     | 同            |
| 7    | ジュリアン・ディーン     | ニュージーランド | クレディ・アグリコル           | 同            |
| 8    | レネ・ハーゼルバッハー   | オーストリア     | ゲロルシュタイナー             | 同            |
| 9    | ウロシュ・ムルン         | スロベニア       | フォナック                     | 同            |
| 10   | エンリコ・ガスパロット   | イタリア         | リクイガス・ビアンキ           | 同            |